# Inga unica
Inga unica é uma espécie vegetal da família Fabaceae.
Apenas pode ser encontrada no Brasil.